# سالوادور نصرالا
سالوادور الخاندرو سزار نصرالا سالوم (زاده ۳۰ ژانویه ۱۹۵۳) یک روزنامه‌نگار ورزشی، [[مجری تلویزیونی ,تاجر و سیاستمدار  اهل هندوراس است. او اغلب از تاریخ ۲۷ ژانویه ۲۰۲۲ به عنوان معاون اول رئیس‌جمهور هندوراس فعالیت کرده است.
نصرالا مجری برنامه های تلویزیونی ۵ دپورتیوو و دا دینرو ایکس-۰ است و بعد از آن بینندگان او را "ارباب تلویزیون" می نامند. نصرالا پایه گذار حزب مبارزه با فساد در سال ۲۰۱۱ بود و بعد از آن او در انتخابات عمومی هندوراس و در سال ۲۰۱۳ نامزد ریاست جمهوری می شود. نصرلا بار بار دیگر در انتخابات عمومی سال ۲۰۱۷ و برای اتحاد سیاسی اتحاد مخالفان علیه دیکتاتوری، متشکل از حزب آزادی و پایه گذاری مجدد و حزب نوآوری و وحدت مشارکت نمود. بعدها او علیرغم مطالبات گسترده مبنی بر جعل و بی نظمی، در مقابل رئیس جمهور کنونی خوان اورلاندو ارناندز مغلوب شد.

## زندگی شخصی
نصرالا با ایروشکا الویر  معروف به ملکه زیبایی پیشین ازدواج کرد. بعد از آن آنان صاحب یک فرزند دختر شدند که او نیز در دسامبر ۲۰۱۷ متولد شد.